# 源兼昌
源兼昌（日语：／ Minamoto no Kanemasa */?，？—？）是日本平安時代後期貴族和歌人，官位是從五位下皇后宮少進，亦是《百人一首》歌人之一，有7首作品收錄於敕撰和歌集，宇多源氏出身。

## 生平
兼昌的生卒年份不明，不過由於大治3年9月28日（1128年10月23日）舉行的住吉社歌合有記載他的名稱「兼昌入道」，因此他至少在此時尚在生。按《尊卑分脈》記載，他的父親是從四位下美濃介源俊輔，曾祖父是參議源朝任，兼昌亦有一女名為前齋院六條或前齋院尾張，父女同樣是入選《金葉和歌集》的歌人。另一方面，《敕撰作者部類》則記載兼昌之父俊輔為攝津守。按《殿曆》永久5年4月3日（1117年5月6日）條記載，他雖然曾獲補任為皇后宮大進，但是被他婉拒，而他在保安2年閏5月26日（1121年7月12日）舉行的內藏頭長實歌合（二十卷本類聚歌合）中便被稱為「前大夫進」。
兼昌最早參加的歌合是康和2年4月28日（1100年6月7日）舉行的國信卿家歌合，其後他先後參加了在永久3年10月26日（1115年11月14日）舉行的內大臣忠通前度歌合和後度歌合、翌年7月21日（1116年8月30日）舉行的忠隆家歌合、同年8月舉行的雲居寺結緣經後宴歌合、元永元年10月2日、10月13日和翌年7月13日（1118年11月16日、11月27日和翌年8月20日）舉行的內大臣忠通家歌合、內藏頭長實歌合以及住吉社歌合。

## 和歌
- 《小倉擬百人一首》
源兼昌 熊谷次郎直實
歌川廣重的浮世繪
- 《百人一首內 源兼昌》
歌川國芳的浮世繪

兼昌總共有7首和歌收錄於敕撰和歌集，歌風屬於追求風情趣味的金葉集風格，留傳至今的作品則有128首，分別是《永久百首》的100首、歌合歌22首、入集歌7首中未有與《永久百首》以及歌合歌重複的5首和《夫木和歌抄》收錄的一首。同時，由於他的姊妹是源顯仲之妻，因此獲選為《永久百首》的編者之一。此外，根據《夫木抄》記載，他曾有家集，不過現在已經散佚。

《百人一首》入選作是：
| 《新編國歌大觀》版本 | 全日本歌牌協會版本 嵯峨嵐山文華館版本 | 中譯                                        |
| -------------------- | ------------------------------------- | ------------------------------------------- |
|                      |                                       | 淡路來千鳥 悲鳴多少聲 須磨遠戍客 夜夜夢魂驚 |

這首和歌收錄於《金葉集》二度本卷第四「冬部」，《新編國歌大觀》編號是270，詞書是「以關路千鳥為題而作」（関路千鳥といへることをよめる）。兼昌雖然憑此歌入選《百人一首》，但是在《應永抄》遭到質疑，另一方面契沖則認為此歌是以《源氏物語》「須磨」卷中光源氏的作品（《新編國歌大觀》編號210）為本歌取，因此正合藤原定家的喜好，定家除了將其採錄至《定家八代抄》和《八代集秀逸》，《拾遺愚草》也收錄了定家以此歌為本歌取的作品（《新編國歌大觀》編號243）。此歌的意思是須磨關的守衛有好幾個晚上因為聽到從淡路島而來的鴴的哀愁叫聲而醒了過來。
- 《小倉百人一首》
源兼昌
菱川師宣繪本
- 《百人一首》歌碑
（關守稻荷神社（日语：関守稲荷神社））

首句為歌枕，即淡路島。第二句的意思是（從淡路島）而來的鴴，其中是四段動詞（往返）的連體形，千鳥則是鴴，為冬天時棲息於水邊的小鳥，有著哀愁的叫聲，原本的意思是往返淡路島和須磨之間的鴴，不過通說解讀成從淡路島而來的鴴，為第一首同時採用鴴和淡路島的和歌。第三句的意是叫聲，其中是表示理由的格助詞。第四句的意思是有好幾個晚上醒了過來，其中是指好幾個晚上或無數的夜晚，是指醒過來，為下二段動詞的連用形，則是表示結束的助動詞的終止形，四句切。末句的意思是須磨關的守衛，其中（須磨）為歌枕，即現兵庫縣神戶市須磨區，尤其指該處的海邊，（須磨關）則是指設置在攝津國和播磨國之間的關隘，在平安時代後期被廢棄後變成歌枕，（關守）指關隘的守衛，採用了體言止，並且與第四句形成倒裝。

### 註解
1. ↑  詞書是指該和歌的主題和寫作動機等相關事宜[11]。
2. ↑  體言止又稱名詞止，是指以名詞來替和歌收筆，從而帶出余韻[15]。